# Deutsche Fechtmeisterschaften 1934
Bei den Deutschen Fechtmeisterschaften 1934 wurden Wettbewerbe im Herrenflorett, Herrendegen und Herrensäbel ausgetragen, bei den Damen gab es nur einen Wettbewerb im Florett. Die Einzel- und Mannschaftsmeisterschaften fanden vom 22. bis 29. Juli in Nürnberg statt. Sie wurden vom Deutschen Fechter-Bund organisiert.

## Herren

### Florett (Einzel)
| Platz | Sportler          | Verein              |
| ----- | ----------------- | ------------------- |
| 1     | Julius Eisenecker | Hermannia Frankfurt |
| 2     | August Heim       | TV Offenbach        |
| 3     | Eugen Geiwitz     | TV Ulm              |

### Florett (Mannschaft)
| Platz | Verein              | Sportler                                                               |
| ----- | ------------------- | ---------------------------------------------------------------------- |
| 1     | Hermannia Frankfurt | Julius Eisenecker Stefan Rosenbauer Hans-Georg Jörger Adolf Jewarowski |
| 2     | TV Offenbach        | August Heim Julius Thomson Schäfer Oscar Stork                         |
| 3     | FSpV Hamburg        | Hagen Ittner Mahnke Rodop Rosenthal                                    |

### Degen (Einzel)
| Platz | Sportler          | Verein              |
| ----- | ----------------- | ------------------- |
| 1     | Eugen Geiwitz     | TV Ulm              |
| 2     | Stefan Rosenbauer | Hermannia Frankfurt |
| 3     | Heinz Hax         | Reichswehr Wünsdorf |

### Degen (Mannschaft)
| Platz | Verein                    | Sportler                                                               |
| ----- | ------------------------- | ---------------------------------------------------------------------- |
| 1     | Mannschaft der Reichswehr | Hölter Heinz Hax Ulrich Dinkelacker Heigl                              |
| 2     | Hermannia Frankfurt       | Stefan Rosenbauer Julius Eisenecker Adolf Jewarowski Hans-Georg Jörger |
| 3     | TV 1860 Frankfurt         | Fritz Lothar Jacob Richard Wahl Fritz Martin Frisch                    |

### Säbel (Einzel)
| Platz | Sportler          | Verein              |
| ----- | ----------------- | ------------------- |
| 1     | August Heim       | Fechtclub Offenbach |
| 2     | Hans-Georg Jörger | Hermannia Frankfurt |
| 3     | Wahl              | TV 1860 Frankfurt   |

### Säbel (Mannschaft)
| Platz | Verein              | Sportler                                                               |
| ----- | ------------------- | ---------------------------------------------------------------------- |
| 1     | Hermannia Frankfurt | Stefan Rosenbauer Julius Eisenecker Adolf Jewarowski Hans-Georg Jörger |
| 2     | TV 1860 Frankfurt   | Fritz Jacob Richard Wahl Fritz Martin Dreyer Frisch                    |
| 3     | DFC Hannover        | Schinn Hans Kranefuß Paul Hirschring Herbert von Bauer                 |

## Damen

### Florett (Einzel)
| Platz | Sportler            | Verein                           |
| ----- | ------------------- | -------------------------------- |
| 1     | Hedwig Haß          | Fechtclub Offenbach              |
| 2     | Leni Oslob          | TSV 1867 Leipzig                 |
| 3     | Rotraud von Wachter | Deutscher Offiziers-Bund München |